# Leon al II-lea (împărat)
Flavius Leon (n. 467 d.Hr., Imperiul Roman de Răsărit – d. 17 noiembrie 474 d.Hr., Constantinopol, Imperiul Roman de Răsărit) a fost împărat bizantin între 18 ianuarie și 17 noiembrie 474. El era fiul lui Zenon și Ariadne, fiica lui Leon I.

## Biografie
Leon a fost numit împărat la moartea bunicului său. A murit în circumstanțe necunoscute după 10 luni de domnie, probabil otrăvit de mama sa, care voia ca soțul ei să fie împărat. A fost succedat de tatăl său, dar bunica sa Verina a continuat să conspire împotriva lui Zenon.